# Frankie Randall
Frankie Billy Randall (Birmingham, 25 settembre 1961 – Birmingham, 23 dicembre 2020) è stato un pugile statunitense.
Professionista dal 1983 al 2005, è stato campione del mondo dei pesi superleggeri per le sigle WBC nel 1994 e WBA dal 1994 al 1996 e dal 1996 al 1997 
È famoso soprattutto per essere stato il primo pugile a sconfiggere (ai punti, con decisione non unanime), il 29 gennaio 1994 alla MGM Grand Garden Arena di Las Vegas, Julio César Chávez, il quale allora vantava un ruolino di 89 vittorie e un pareggio. 
Sconfitto da Chávez per decisione tecnica nella rivincita del 7 maggio dello stesso anno, riconquista un titolo mondiale nel settembre, battendo ai punti il campione WBA Juan Martín Coggi. Dopo due difese vincenti del titolo, viene sconfitto dallo stesso Coggi per poi superarlo ancora nella loro terza sfida. Perde infine definitivamente il titolo nel 1997, sconfitto per KO tecnico dal francese Khalid Rahilou.